# Saugella Monza
Saugella Monza – włoski żeński klub siatkarski powstały w 1981 roku z siedzibą w mieście Monza. Klub od sezonu 2016/2017 występuje w rozgrywkach włoskiej Serie A1. 
W sezonie 2024/2025 trenerem zespołu jest selekcjoner polskiej reprezentacji Stefano Lavarini a statystykiem Kacper Duda.

## Nazwy klubu
- 2016-2019 Saugella Team Monza
- 2019-2021 Saugella Monza
- 2021-2022 Vero Volley Monza[2]
- 2022-2023 Vero Volley Milano
- 2023-2024 Allianz Vero Volley Milano[3]
- 2024- Numia Vero Volley Milano[4]

## Trenerzy
| Lata                      | Imię i nazwisko      |
| ------------------------- | -------------------- |
| 2012–2014                 | Enrico Mazzola       |
| 2014–2017                 | Davide Delmati       |
| 2017–2018                 | Luciano Pedullà      |
| 2018–2019                 | Miguel Angel Falasca |
| 2019–2020 (do 01.2020)    | Massimo Dagioni      |
| 2020–2020 (od 10.01.2020) | Carlo Parisi         |
| 2020–2024                 | Marco Gaspari        |
| 2024–                     | Stefano Lavarini     |

## Bilans sezon po sezonie[13]
| Sezon     | Rozgrywki ligowe | Rozgrywki ligowe | Puchar Włoch | Europejskie puchary | Europejskie puchary |
| Sezon     | Poziom           | Miejsce          | Puchar Włoch | Rozgrywki klubowe   | Osiągnięcie         |
| --------- | ---------------- | ---------------- | ------------ | ------------------- | ------------------- |
| 2006/2007 | Serie B2         |                  |              |                     |                     |
| 2007/2008 | Serie B2         |                  |              |                     |                     |
| 2008/2009 | Serie B2         | 2. miejsce       |              |                     |                     |
| 2009/2010 | Serie B1         | 8. miejsce       |              |                     |                     |
| 2010/2011 | Serie B1         | 8. miejsce       |              |                     |                     |
| 2011/2012 | Serie B1         | 2. miejsce       |              |                     |                     |
| 2012/2013 | Serie B1         | 1. miejsce       |              |                     |                     |
| 2013/2014 | Serie A2         | 2. miejsce       |              |                     |                     |
| 2014/2015 | Serie A2         | 2. miejsce       |              |                     |                     |
| 2015/2016 | Serie A2         | 1. miejsce       |              |                     |                     |
| 2016/2017 | Serie A1         | 10. miejsce      |              |                     |                     |
| 2017/2018 | Serie A1         | 5. miejsce       | półfinał     |                     |                     |
| 2018/2019 | Serie A1         | 4. miejsce       | ćwierćfinał  | Puchar Challenge    | 1. miejsce          |
| 2019/2020 | Serie A1         | —                | półfinał     | Puchar CEV          | 1/8 finału          |
| 2020/2021 | Serie A1         | 3. miejsce       | półfinał     | Puchar CEV          | 1. miejsce          |
| 2021/2022 | Serie A1         | 2. miejsce       | ćwierćfinał  | Liga Mistrzyń       | ćwierćfinał         |
| 2022/2023 | Serie A1         | 2. miejsce       | 2. miejsce   | Liga Mistrzyń       | ćwierćfinał         |
| 2023/2024 | Serie A1         | 3. miejsce       | 2. miejsce   | Liga Mistrzyń       | 2. miejsce          |
| 2024/2025 | Serie A1         | 2. miejsce       | 2. miejsce   | Liga Mistrzyń       | 3. miejsce          |

- Sezon 2019/2020 we Włoszech został przerwany z powodu rozprzestrzenia się koronawirusa

Poziom rozgrywek:
     pierwszy, najwyższy ogólnokrajowy
     drugi
     trzeci
     czwarty
     piąty

## Sukcesy
Puchar Challenge:
- 2019

Puchar CEV:
- 2021

Serie A1:
- 2022[15], 2023[16], 2025[17]

Liga Mistrzyń:
- 2024[18]
- 2025[19]

Klubowe Mistrzostwa Świata:
- 2024[20]

## Polki w klubie
| Sezon                     | Imię i nazwisko   |
| ------------------------- | ----------------- |
| 2016/2017 (od 19.01.2017) | Berenika Tomsia   |
| 2019/2020                 | Katarzyna Skorupa |
| 2021/2022                 | Magdalena Stysiak |
| 2022/2023                 | Magdalena Stysiak |

## Kadra

### Sezon 2025/2026
- 7.  Elena Pietrini
- 11.  Anna Danesi
- 14.  Hena Kurtagić
- 18.  Paola Egonu

Potwierdzone transfery
- Khalia Lanier[21]
- Kamerynn Miner[22]
- Wita Akimowa
- Irina Woronkowa
- Eleonora Fersino[23]
- Francesca Bosio[24]
- Emma Cagnin[25]
- Benedetta Sartori
- Nicole Modesti

### Sezon 2024/2025
- 1.  Héléna Cazaute
- 2.  Juliette Gelin
- 3.  Ludovica Guidi
- 4.  Radostina Marinowa (do 30.12.2024)
- 5.  Laura Heyrman
- 6.  Anastasia Guerra (do 02.12.2024)
- 7.  Elena Pietrini
- 8.  Alessia Orro
- 11.  Anna Danesi
- 12.  Lamprini Konstantinidu
- 13.  Satomi Fukudome
- 14.  Hena Kurtagić
- 15.  Anna Smrek (od 03.01.2025)
- 17.  Miriam Sylla
- 18.  Paola Egonu
- 19.  Nika Daalderop

### Sezon 2023/2024
- 1.  Héléna Cazaute
- 3.  Adhuoljok Malual
- 5.  Laura Heyrman
- 7.  Raphaela Folie
- 8.  Alessia Orro
- 10.  Beatrice Parrocchiale (do 06.11.2023)
- 11.  Vittoria Prandi
- 12.  Teodora Pušić (od 10.11.2023)
- 14.  Dana Rettke
- 15.  Kara Bajema
- 17.  Miriam Sylla
- 18.  Paola Egonu
- 19.  Nika Daalderop
- 28.  Sonia Candi
- 55.  Brenda Castillo

### Sezon 2022/2023
- 2.  Pauline Martin (do 13.03.2023)
- 3.  Magdalena Stysiak
- 6.  Averie Allard (od 23.02.2023)
- 7.  Raphaela Folie
- 8.  Alessia Orro
- 9.  Letizia Camera
- 10.  Beatrice Parrocchiale
- 11.  Edina Begić
- 12.  Jordan Thompson
- 14.  Dana Rettke
- 15.  Jovana Stevanović
- 16.  Beatrice Negretti
- 17.  Miriam Sylla
- 18.  Hanna Dawyskiba
- 23.  Jordan Larson-Burbach (od 10.11.2022)
- 28.  Sonia Candi

### Sezon 2021/2022
- 2.  Katarina Lazović
- 3.  Magdalena Stysiak
- 5.  Jennifer Boldini
- 6.  Alessia Gennari
- 7.  Lise Van Hecke
- 8.  Alessia Orro
- 9.  Brankica Mihajlović (do 27.01.2022)
- 10.  Beatrice Parrocchiale
- 11.  Anna Danesi
- 14.  Dana Rettke (od 04.01.2022)
- 15.  Jordan Larson-Burbach (od 14.02.2022)
- 16.  Katerina Zakchaiu
- 18.  Hanna Dawyskiba
- 28.  Sonia Candi
- 46.  Gaia Moretto
- 99.  Beatrice Negretti

### Sezon 2020/2021
- 3.  Giulia Carraro
- 4.  Federica Squarcini
- 5.  Laura Heyrman
- 7.  Lise Van Hecke
- 8.  Alessia Orro
- 10.  Edina Begić
- 11.  Anna Danesi
- 12.  Hanna Orthmann
- 14.  Floortje Meijners
- 16.  Josephine Obossa
- 18.  Hanna Dawyskiba
- 20.  Beatrice Parrocchiale
- 99.  Beatrice Negretti

### Sezon 2019/2020
- 1.  Serena Ortolani
- 2.  Mariana Costa
- 4.  Federica Squarcini
- 5.  Laura Heyrman
- 7.  Isabella Di Iulio
- 8.  Katarzyna Skorupa
- 10.  Edina Begić
- 11.  Anna Danesi
- 12.  Hanna Orthmann
- 14.  Floortje Meijners
- 16.  Josephine Obossa
- 17.  Ilaria Bonvicini
- 20.  Beatrice Parrocchiale
- 22.  Kathryn Plummer

### Sezon 2018/2019
- 1.  Serena Ortolani
- 3.  Chiara Arcangeli
- 4.  Laura Partenio
- 5.  Martina Balboni
- 7.  Francesca Devetag
- 8.  Rachael Adams
- 9.  Micha Hancock
- 10.  Edina Begić
- 11.  Anne Buijs
- 12.  Hanna Orthmann
- 13.  Fabiola Facchinetti
- 14.  Marika Bianchini
- 17.  Ilaria Bonvicini
- 19.  Laura Melandri

### Sezon 2017/2018
- 1.  Serena Ortolani
- 2.  Hanna Orthmann
- 3.  Chiara Arcangeli
- 5.  Martina Balboni
- 6.  Tetori Dixon
- 7.  Francesca Devetag
- 8.  Sonia Candi
- 10.  Edina Begić
- 11.  Ilaria Bonvicini
- 12.  Micha Hancock
- 16.  Helena Havelková
- 17.  Sara Loda
- 18.  Rachele Rastelli

### Sezon 2016/2017
- 1.  Irina Smirnowa
- 3.  Chiara Arcangeli
- 5.  Martina Balboni
- 6.  Berenika Tomsia
- 7.  Francesca Devetag
- 8.  Sonia Candi
- 9.  Freya Aelbrecht
- 10.  Edina Begić
- 11.  Silvia Lussana
- 13.  Stefania Dall'Igna
- 15.  Anna Nicoletti
- 16.  María Segura
- 17.  Milica Bezarević
- 18.  Haley Eckerman